# C'est La Vie/Closer to Believing
C'est La Vie/Closer to Believing è l'edizione turca del secondo singolo di Greg Lake, pubblicata dalla Viva Records (catalogo 28613 C.S.) nel maggio 1977.

## Il disco
Questa edizione, totalmente estratta dall'album Works Volume 1 – uscito il 25 marzo del 1977 –, racchiude due brani scritti da Greg Lake (musica) e Peter Sinfield (testo).
Mentre l'edizione italiana e l'originale (quest'ultima non è né italiana, né turca) hanno, rispettivamente, come B-side i brani Brain Salad Surgery e Jeremy Bender – che sono opera di tutto il trio ELP –, questa edizione (come pure quella francese) è totalmente da solista.

## Tracce

### Lato A
1. C'est La Vie – 4:20

### Lato B
1. Closer to Believing – 5:34

## Musicisti
- Greg Lake – voce, chitarra acustica
- Keith Emerson – fisarmonica[3], pianoforte[4]
- Orchestre de l'Opéra de Paris – diretta da Godfrey Salmon